# Conospermum taxifolium
Conospermum taxifolium là một loài thực vật có hoa trong họ Quắn hoa. Loài này được C.F.Gaertn. miêu tả khoa học đầu tiên năm 1807.